# Nina Erëmina
Nina Alekseevna Erëmina (in russo Нина Алексеевна Ерёмина?; Mosca, 2 novembre 1933 – 24 agosto 2016) è stata una cestista e telecronista sportiva sovietica.

## Carriera
Con l'Unione Sovietica ha disputato due edizioni dei Campionati mondiali (1957, 1959) e tre dei Campionati europei (1956, 1958, 1960).
Dopo il ritiro intraprese la carriera giornalistica, lavorando come commentatrice sportiva per la televisione pubblica sovietica.